# Servius Sulpicius Camerinus Rufus
Servius Sulpicius Camerinus Rufus war ein dem Patriziergeschlecht der Sulpicier entstammender Politiker der Römischen Republik und 345 v. Chr. Konsul.

## Leben
Die Eltern von Servius Sulpicius Camerinus Rufus waren möglicherweise der mehrmalige Konsulartribun Servius Sulpicius Rufus und eine Fabia. Von seinem frühen cursus honorum ist nichts bekannt. Das höchste Staatsamt übte er 345 v. Chr. zusammen mit Marcus Fabius Dorsuo aus, mit dem er vielleicht in verwandtschaftlicher Beziehung stand. Sein Konsulat bezeugen der römische Geschichtsschreiber Titus Livius, der von den beiden Cognomina nur Camerinus anführt, der griechisch-sizilische Historiker Diodor, der alle zwei Beinamen weglässt, sowie mehrere spätantike Konsullisten, die jeweils eines von den beiden Cognomina angeben. Gemeinsam mit seinem Amtskollegen konnte Sulpicius die stark befestigte Stadt Sora, die den Volskern gehörte, erobern. Nach seinem Konsulat wird er in den Quellen nicht mehr erwähnt.